# Insituto Cultural Judaico Marc Chagall
O Instituto Cultural Judaico Marc Chagall é uma associação cultural sem fins lucrativos localizada na cidade de Porto Alegre, no estado do Rio Grande do Sul, Brasil. Fundado em 25 de novembro de 1985, tem como missão preservar, estudar e divulgar a memória e a cultura da comunidade judaica no estado, promovendo também o diálogo intercultural e o combate ao preconceito .

## História
O Instituto foi criado por um grupo de intelectuais, empresários e membros da comunidade judaica de Porto Alegre, que perceberam a necessidade de uma instituição dedicada à preservação da história e cultura judaicas no estado do Rio Grande do Sul. 
Logo após sua fundação, o Instituto iniciou um trabalho pioneiro de história oral, realizando mais de 570 entrevistas com imigrantes judeus e seus descendentes, documentando suas trajetórias de vida, memórias e contribuições para a sociedade gaúcha. Este acervo formou a base do centro de documentação e memória da instituição .
Na cerimônia de inauguração, o Instituto promoveu uma exposição de litografias originais do artista Marc Chagall, que dá nome à entidade, além de um concerto do conjunto de cordas da Orquestra Sinfônica Brasileira, sob regência do maestro Isaac Karabtchevsky .

## Acervo
O acervo do Instituto Cultural Judaico Marc Chagall conta com aproximadamente 45 mil itens, incluindo: 
- Documentos históricos;
- Fotografias;
- Objetos de uso cotidiano e cerimoniais;
- Vídeos e áudios;
- Mais de 400 horas de gravações de depoimentos de imigrantes judeus e seus descendentes.

O acervo abrange materiais datados desde o final do século XIX até os dias atuais e está organizado e catalogado. É acessível a pesquisadores e ao público interessado, mediante agendamento .
A instituição também mantém uma biblioteca especializada, com livros, periódicos e publicações dedicadas à história, cultura e religião judaica.

## Atividades
O Instituto realiza diversas atividades culturais, educativas e de preservação, tais como :
- Palestras, cursos e seminários;
- Exposições temáticas e artísticas;
- Debates sobre temas contemporâneos;
- Homenagens a personalidades da cultura judaica, como o escritor Amós Oz;
- Projetos de digitalização e preservação de seu acervo.

Além disso, o Instituto promove ações de combate ao preconceito e à intolerância, estimulando o respeito à diversidade cultural. 